# 더 서라운딩 게임
《더 서라운딩 게임》(The Surrounding Game)은 미국에서 제작된 콜 D. 프루잇, 벤 록하트 감독의 2018년 다큐멘터리 영화이다. 바둑에 관한 다큐멘터리이다.
윌 록하트 감독과 콜 프루이트는 브라운 대학교의 학생이었다. 록하트와 프루이트는 ACGA(American Collegiate Go Association)이라는 바둑 협회를 창설하였다. 미국의 최초 프로 바둑 선수가 되기 위해 플레이되는 토너먼트를 다루고 있다. 여러 국가에서 4년에 걸쳐 촬영되었으며 여러 선수들이 등장한다.
- Andy Liu
- 벤 록하트 (감독)
- Curtis Tang
- 에반 초(Evan Cho): 한국의 전 바둑 학생